# 32909 Uemuramahito
32909 Uemuramahito è un asteroide della fascia principale interna. Scoperto nel 1994, presenta un'orbita caratterizzata da un semiasse maggiore pari a 2,215422 UA e da un'eccentricità di 0,170559, inclinata di 1,327079° rispetto all'eclittica. Ha un diametro di 2,258 km e un'albedo di 0,263.
Mahito Uemura è un esperto nella costruzione di telescopi e cupole. Come membro del Progetto Osservatorio di Atacama dell'Università di Tokyo in Cile, ha partecipato all'assemblaggio dei telescopi da 1 m e 6,5 m, completati nell'aprile 2024.